# Elsenhove
Elsenhove is een park en recreatiegebied in het Amstelveense deel van Ouderkerk aan de Amstel, in de Nederlandse provincie Noord-Holland. Het gebied is gelegen aan de linker Amsteloever en grenst in het oosten aan het tot de gemeente Amstelveen behorende deel van Ouderkerk aan de Amstel. Aan de zuidzijde grenst het gebied aan de A9, in het westen aan Amstelveen en in het noorden aan de Oranjebaan. Het park wordt beheerd door Groengebied Amstelland.
Het gebied was oorspronkelijk deels landbouwgebied en deels een natuurgebied dat in de loop der eeuwen was ontstaan.
Ten zuiden van het gebied liep de Ouderkerkerlaan welk gedeelte tegenwoordig Kruitmolen heet. Later verscheen hier voor het snelverkeer de A9, in Amstelveen de Burgemeester van Sonweg geheten. Ten noorden van het gebied kwam in 1976 de Oranjebaan voor het doorgaande lokale verkeer gereed.
Na de aanleg van deze wegen ontstond tussen deze wegen ruimte voor een recreatiegebied. Een oude boerderij is als kinderboerderij ingericht. Ook is er een veenschuur en een waterpeilmeter. In de noordwesthoek ligt een sledeheuvel, begroeid met ruige bosschages. Ook zijn er fiets- en wandelpaden. 